# Jeltje Kemper

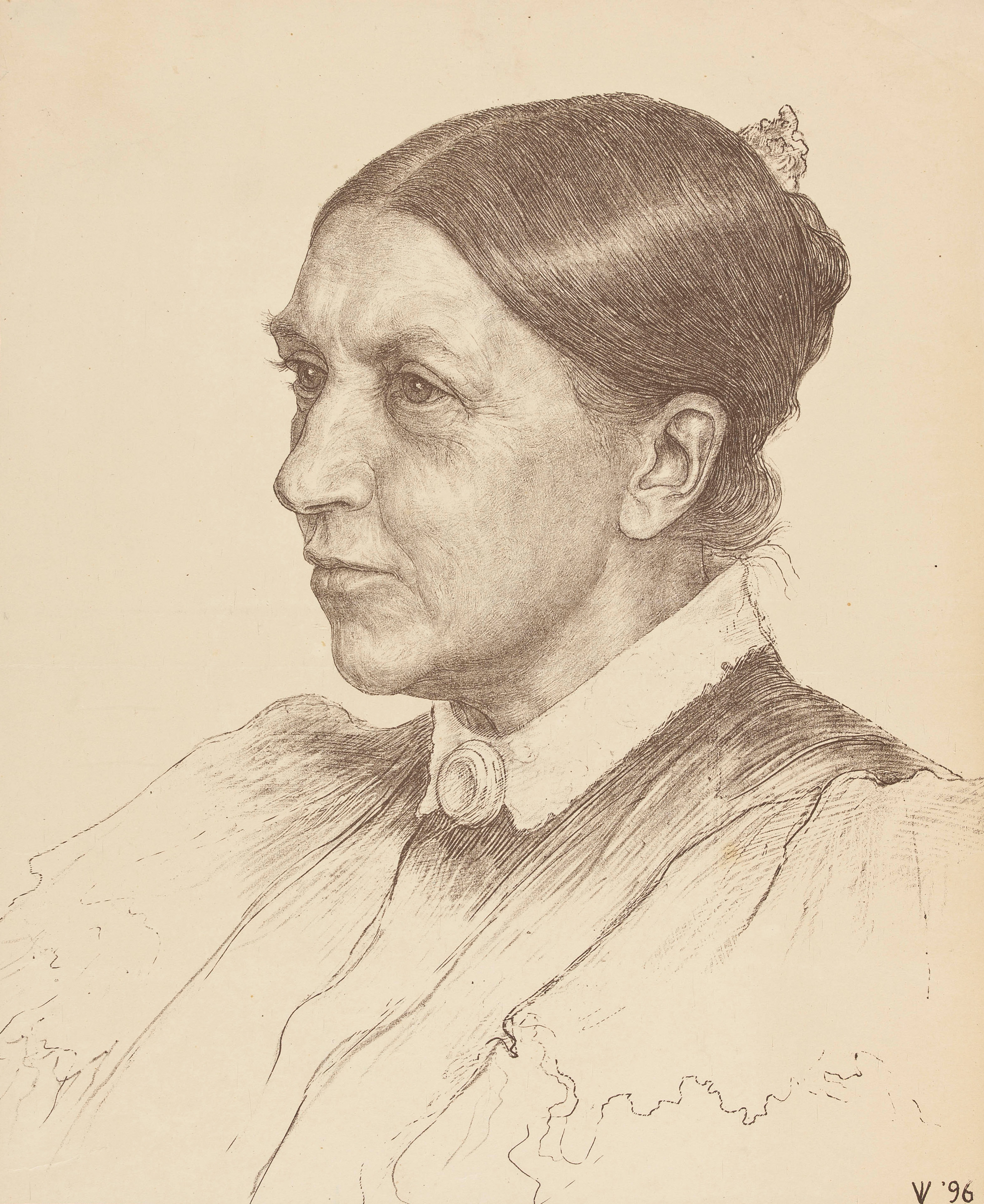
Jeltje Kemper

Jeltje de Bosch Kemper, född 1836 i Amsterdam, död 1916, var en nederländsk feminist och socialreformator. 
Hon var dotter till biträdande åklagare, generaladvokat och professor Jeronimo Kemper (1808-1876) och Maria Aletta Hulshoff (1810-1844) och utbildades i en flickskola. Av sin far fick hon ett starkt intresse för religiösa och sociala frågor, men som ogift dotter i ett överklasshem kunde hon inte göra något annat med sitt liv än att stanna hemma och brodera och spela piano. 
År 1869 väcktes emellertid hennes intresse för kvinnofrågor av The Subjection of Women av John Stuart Mill, och 1871 blev hon styrelseledamot i Betsy Perks Algemeene Nederlandsche Vrouwenvereeniging Arbeid Adelt, en förening för att förbättra kvinnors bildning och arbetsmöjligheter. År 1872 grundade hon en egen förening med samma mål, Algemeene Nederlandsche Vrouwenvereeniging Tesselschade, där hon var ordförande 1886-1911. År 1878 grundade hon Vereeniging voor Ziekenverpleging, Nederländernas första utbildning för professionella sjuksköterskor. Hon grundade även ytterligare flera yrkeskurser för kvinnor. 
1894 blev hon ordförande i Maatschappelijken en den Rechtstoestand der Vrouw in Nederland, en förening som arbetade för att förbättra kvinnors lagliga rättigheter i Nederländerna genom samarbete med manliga politiker, och mellan 1896 och 1906 drev hon sin egen tidning, Belung und Recht, som uppfattades som ett mer konservativt alternativ till den mer radikala kvinnorörelsen. Kemper stödde kvinnlig rösträtt och var medlem i den mer konservativa av de två rösträttsföreningarna, men spelade aldrig någon viktig roll där. 
Jeltje Kemper ihågkoms främst för sin kamp för den ekonomiska frigörelsen för kvinnor i Nederländerna, dvs för kvinnors rätt att utbilda sig, yrkesarbeta och försörja sig själva. 